# Inmigración armenia en Chile
La inmigración armenia en Chile se refiere al movimiento migratorio transcontinental desde territorios donde habitó históricamente el pueblo armenio o desde la República de Armenia hacia la República de Chile.

## Historia
El primer y mayor movimiento migratorio de los armenios en Chile ocurrió a comienzos del siglo XX, con el asentamiento de refugiados que escaparon del genocidio armenio ocurrido en el Imperio otomano. Dichos inmigrantes lograron subirse a los barcos trasatlánticos en dirección a América, sin siquiera saber que el destino sería América Latina. Al ser Valparaíso el puerto principal histórico de pasajeros, se tiene registro de un primer grupo de inmigrantes armenios que se establecieron en la localidad de Llay-Llay, principalmente debido a su proximidad geográfica con la ciudad portuaria. Asimismo, otros de ellos optaron por asentarse en Santiago de Chile, capital nacional y ciudad más poblada del país, en su mayoría en sectores de Ñuñoa, donde también se encontraban otros inmigrantes de origen ortodoxo ruso (Iglesia ortodoxa rusa de la Santísima Trinidad y Santísima Virgen de Kazán) y griegos (Iglesia ortodoxa griega de los Santos Constantino y Elena). La mayoría de los que conservan la lengua hablan el idioma armenio occidental.
Durante la guerra civil rusa y el establecimiento de la Unión Soviética, grupos de armenios perseguidos por el ascenso del comunismo también abandonaron los territorios rusos y se establecieron en la nación del Cono Sur de América.
En 1988, la colectividad armenia financió la creación de la Plaza República de Armenia en la comuna de Ñuñoa, a la altura de la avenida Irarrázaval, siendo inaugurada por el entonces alcalde Pedro Sabat. Asimismo, fue fundada la Hai Dun (transliteración de «casa armenia» en armenio) en la comuna de Providencia, siendo el principal centro social y cultural de la comunidad armenia en Chile.
En materia religiosa, en mayo de 2011 Chile recibió la visita apostólica del catolicós de Armenia y de todos los armenios, Karekin II, siendo la primera de un patriarca de Armenia en la historia nacional. Dos años más tarde, nombró al primer sacerdote de la Iglesia apostólica armenia para Chile.